# 5 Freunde in der Tinte
5 Freunde in der Tinte (alternativ auch: Fünf Freunde in der Tinte) ist ein Spielfilm aus dem Jahr 1970, der unter der Regie von Katrine Hedman entstand.
Als Vorlage des Filmes diente Enid Blytons Buch „Fünf Freunde – geraten in Schwierigkeiten“.

## Inhalt
Julius, Richard und Anne verleben die Ferien bei ihrer Cousine Georgina, genannt Georg. Aber das Beisammensein gestaltet sich eher langweilig, denn Onkel Quentin muss sich für einen Kongress vorbereiten und so hat dieser das laute Herumtollen und Fußballspielen verboten. Nichts darf ihn stören. Zur Ruhe verurteilt liegen die vier Kinder, mit Georgs Schäferhund Tim zusammen, auf dem Rasen im Garten des Hauses. Gelangweilt sinnen sie darüber nach, was sie in den Ferien unternehmen könnten. Der Vorschlag „schwimmen zu gehen“ wird gelangweilt abgelehnt. Auch der zweite Vorschlag, zur Insel zu rudern, wird wegen der sich ausbreitenden Hitze und der somit zu erwartenden körperlichen Anstrengung beim Rudern sofort verworfen. Annes Vorschlag, eine Fahrradtour zu machen, wird nach kurzem Hin und Her, und der mitreißenden Idee, dass sie Zelte mitnehmen sollten, begeistert aufgenommen. Nachdem sie den Onkel und die Tante überredet haben, eine solche längere Fahrradtour durchs Land zu erlauben, beginnen die Vorbereitungen. Das Dienstmädchen Johanna hilft dabei. Doch die alte Ausrüstung vom Dachboden ist unbrauchbar geworden. Die Camping-Ausrüstung muss erneuert werden. Bei einem Händler kaufen die Fünf Freunde neue Fahrräder, Schlafsäcke und ein Vier-Mann-Zelt, was vom Onkel spendiert wird. Nachdem sie die neue Ausrüstung auf die Fahrräder verstaut haben, fahren sie los.
Unspektakulär und beschaulich beginnt die Radtour mit einem „Ferienlied“. Die Landschaft zieht an den Kindern vorbei. Der Schäferhund Tim läuft geschwind mit. In einem Dorf kaufen sie Eis. Anne, die vor der Abreise der Tante versprochen hatte, dass sie sich vernünftig ernähren werden und nicht das ganze Geld für Süßigkeiten und Kuchen ausgeben werden, gönnt sich ebenfalls ein Eis. Die Kinder setzen sich, mit Tim zu ihren Füßen, auf die Stufen des Eisladens. Als ein Landstreicher, der auf seinem mitgeführten Bollerwagen eine kleine dänische Fahne wehen lässt, vorbeikommt, schreckt Tim, der kurz zuvor noch auf dem Boden lag und sein Eis schleckte, auf. Er beginnt zu bellen und verjagt damit den Hausierer. Kurz darauf will Anne ihren Bruder Richard mit Wasser bespritzen, doch sie verfehlt ihn und trifft stattdessen eine unschuldige Frau, die aus dem Laden kommt. Schnell brechen die Freunde ihre Rast ab und radeln weiter. An einem Badesee schlagen sie am Ende des Tages für die Nacht das Zelt auf.
Am nächsten Morgen werden sie vom gleichaltrigen Hardy Kent geweckt, der sich als Sohn eines Millionärs herausstellt. Er schließt sich den Freunden bei ihrer Radtour an und so geht die Reise weiter. Wie am Tag zuvor machen die Kinder eine kurze Pause, um Eis zu essen, fahren dann aber auch schon weiter. Bald darauf stürzt Hardy mit seinem Fahrrad. Bevor die Fahrt weiter geht, schwatzt Richard Hardy dessen neues T-Shirt ab. Richard streift sogleich sein altes Hemd ab, zieht das neue T-Shirt von Hardy mit der aufgedruckten Nummer einundzwanzig über und gibt Hardy das alte Hemd. Wenig später schlagen sie in einem Wald ihr Nachtlager auf. Doch dann geschieht es, plötzlich tauchen zwei Männer auf, die sich Richard schnappen, den sie irrtümlich für Hardy halten, denn dieser trägt das T-Shirt mit der Nummer einundzwanzig. Georg und Julius, die sich mit Tim für eine kleine Spazierfahrt vom Lager entfernt haben, kommen zu spät, um die Entführung zu verhindern. Unverzüglich nehmen die vier Kinder und Tim die Verfolgung auf.
Sie schleichen sich in das Anwesen namens Eulennest ein, in dem die Entführer hausen. Dabei werden sie jedoch vom Chef der Bande entdeckt. So sind sie nun alle gefangen. Sie dürfen zwar auf dem Grundstück des Anwesens recht frei herumlaufen, aber eine Hohe Mauer und ein Tor machen eine Flucht unmöglich. Dennoch entwickeln sie einen Plan zur Flucht, den Hardy wahrnimmt. Hardy klettert in den Kofferraum des Wagens der Entführer. Als einer der Entführer in die Stadt fährt, ist er dort immer noch. In dem Moment, wo der Entführer aber zum Tanken hält, springt er aus dem Wagen und direkt zur Polizei. Währenddessen haben die Entführer, nachdem sie festgestellt haben, dass eines der Kinder fehlt, die verbliebenen Kinder auf den Dachboden eingeschlossen. Julius und Richard sichern die Tür, die in den Dachboden führt, indem sie die Türklinke mit dem Stromkreis aus einer Steckdose verbinden. Und so wird einer der Gauner, der nochmals nach den Kindern sehen will, am Betreten des Dachbodens gehindert. Zeitgleich entschwinden die Kinder, mittels eines gefundenen Seils, welches sie mit ihren Hosen verlängert haben, aus einer Fensterluke des Dachbodens. Unten angekommen befreien sie zunächst Tim, der in einem Schuppen separat eingekerkert ist. Mit Tim zusammen nehmen sie einige der Gangster gefangen. Nun greift die herangeeilte Polizei in das Geschehen ein. Sie nimmt die Gangster endgültig fest. Zum Schluss zeigen die Kinder noch den Polizisten ein Geheimversteck hinter einem Bücherregal, in dem sich ein geflohener Sträfling aufhält. So stellt einer der vollziehenden Polizeibeamten abschließend fest: „Da haben wir einen guten Fang gemacht“.

## Hintergrund
Der Farbfilm war eine Gemeinschaftsproduktion der Panorama-Film A/S, Kopenhagen und der Terra-Filmkunst, Berlin. Das Filmteam hatte ein Jahr zuvor schon den Film De fem og spionerne (nach dem Buch: Fünf Freunde auf neuen Abenteuern) gedreht. In dieser neuen Verfilmung kam aber noch der schon erwähnte zusätzliche deutsche Partner hinzu. Den Kinovertrieb des Films übernahm die Constantin Film. Den Weltvertrieb übernahm die Exportfilm Bischoff & Co GmBH.
Die Hunderolle war mit einem Deutschen Schäferhund, der wohl eine Polizeihunde-Ausbildung absolviert hatte, besetzt worden. Gedreht wurde offensichtlich in Dänemark.
Der Film hatte am 16. Oktober 1970 in Dänemark seine Premiere. Eine Premiere in Finnland folgte am 31. August 1973. Die Verfilmung wurde aber in Kanada, wo wohl einer der Produzenten ansässig herkam, weder auf Französisch noch auf Englisch veröffentlicht.
Jedoch wurde eine englische Sprachfassung (unter dem Titel: Famous Five Get in Trouble) in den Vereinigten Staaten vertrieben.
Daneben erschien wohl auch noch eine ungarische Fassung.

## Kritiken
Der Film […] hat eine logisch aufgebaute, durchgehende Handlung, die allen Ansprüchen an Spannung und Effektivität entspricht. Zugleich gibt es viele lustige und muntere Szenen, so dass die Kinder auch Spaß und Vergnügen haben. Es werden in der Geschichte kindliche Wünsche angesprochen, wie ein gemeinsamer Ausflug mit Freunden ohne Erwachsene oder der nach einem eigenen Haustier, […] Angenehm dargestellt ist dagegen, wie die Kinder miteinander umgehen und sich gegenseitig helfen, auch wenn es Schwierigkeiten gibt. Etwas zu harmlos erscheint die „Kindesentführung“. Diese Darstellung kann bei den Kindern den Eindruck erwecken, dass es nicht ein gefährliches Verbrechen ist, […] Im Ganzen gesehen ist dieser Film spritzig und unterhaltsam, regt aber nicht unbedingt zum Nachdenken an, […].
Ein etwas unauffälliger, aber durchweg sympathischer Kinderfilm aus Dänemark. Ohne die Kinder mittels Buch oder Regie allzu sehr in Erwachsenen-Klischees zu zwingen, spult – nach Motiven von Enid Blyton – die Regisseurin Katrin Hedman die abenteuerliche Geschichte einer Radtour ab, die mit der Entführung eines Millionärssohns endet. […] Katrin Hedman verzichtet dabei auf die üblichen Krimi-Effekte und die üblichen altklugen Kinderfilmmätzchen – eineinhalb Stunden Unterhaltung, die man sich gefallen lassen kann.

## Medien
- DVD: Fünf Freunde in der Tinte – Edel Germany GmbH (2005)